# Касьяново (Роменский район)
Касьяново (укр. Касянове) — исчезнувшее село,
Хмелевский сельский совет,
Роменский район,
Сумская область,
Украина.
Код КОАТУУ — 5924189403. Население по данным 1986 года составляло 10 человек.
Село ликвидировано в 2008 году.

## Географическое положение
Село Касьяново находится у истоков реки Хмелевка,
выше по течению на расстоянии в 1,5 км расположено село Авраменково,
ниже по течению на расстоянии в 3 км расположено село Хмелев.

## История
- 2008 — село ликвидировано[1].